# Sinfonía en re menor (Bruckner)

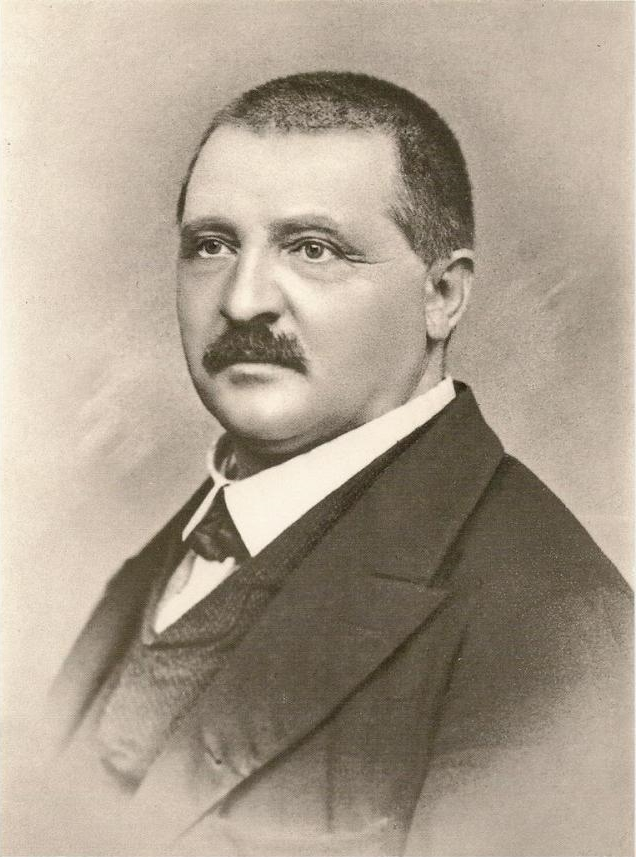
Bruckner en 1868.

La Sinfonía n.º 0 en re menor, WAB 100, también conocida como Anulada o en alemán Die Nullte o Zeroth, fue compuesta por Anton Bruckner en 1869.

## Historia

### Contexto
En 1868 el maestro austríaco acababa de trasladarse de Linz a Viena. Había asumido la cátedra de profesor de armonía y contrapunto en el Conservatorio de la Gesellschaft der Musikfreunde o Sociedad de Amigos de la Música, que había quedado vacante tras la muerte de su maestro Simon Sechter. Los trastornos nerviosos causados por el esfuerzo excesivo de 1867 habían sido superados. Una gira de conciertos extremadamente exitosa, que llevó al célebre virtuoso del órgano Bruckner a Nancy en Francia a finales de abril de 1869 y a París poco tiempo después, también pudo haber estimulado sus energías compositivas. La superación de su crisis nerviosa y el traslado a Viena quizá despertaron en el compositor la necesidad de intentar un nuevo comienzo sinfónico tras la Sinfonía n.º 1. Así lo atestiguan tanto esta sinfonía como los bocetos para el primer movimiento de una sinfonía en si mayor inédita de la misma época.  

### Composición
La composición se desarrolló entre el 24 de enero y el 12 de septiembre de 1869. Si bien, la opinión más generalizada es que su génesis se remonta a 1863 y que fue revisada sustancialmente hasta alcanzar su forma definitiva en 1869, después de que Bruckner conociera la Sinfonía n.º 9 de Beethoven. Durante mucho tiempo no estuvo claro cuándo se compuso realmente esta sinfonía. August Göllerich y Max Auer, los autores de la primera biografía del maestro, tomaron el cero como número ordinal y concluyeron, dado que la partitura está claramente fechada en 1869, que la obra debió haber sido escrita en una versión temprana perdida antes de la Sinfonía n.º 1 de 1866. Pensaron que probablemente fuera un producto de la época en que el compositor estudiaba con Otto Kitzler o que fuera compuesta poco después en 1863/1864. Esta tesis ahora se considera insostenible en la investigación académica sobre Bruckner, ya que no hay documentos relevantes y la datación de la partitura lo contradice. Paul Hawkshaw y Bo Marschner lo dejaron claro.

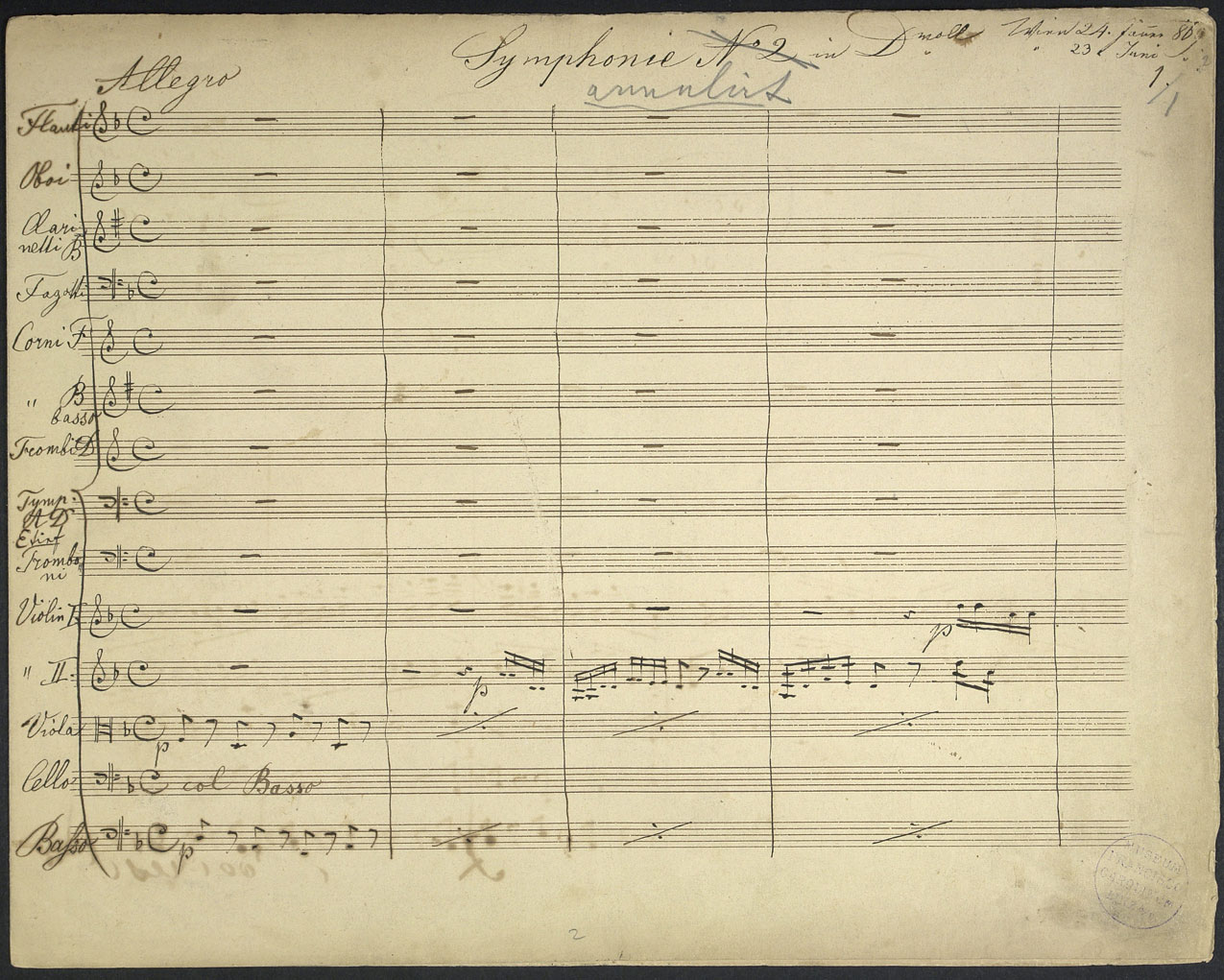
Primera página de la partitura autógrafa.

El cero ("Zeroth") en la portada no significa que su creación precedió a la Sinfonía n.º 1 de 1868, sino "inválida". En la partitura autógrafa original aparece el título Symphonie Nº 2 in D moll (Sinfonía n.º 2 en re menor) del que posteriormente se tachó "n.º 2" y se añadió "annullierte" (anulada). Su numeración proviene del hecho que Bruckner la apartó o la "anuló", lo que en los países de lengua alemana le dio el sobrenombre "Nullte". En realidad se trata de la obra completa en este género del maestro austríaco, después de la Sinfonía de estudio de 1863 y de la Sinfonía n.º 1 de 1866. Por lo tanto, se podría describir como una “segunda sinfonía cancelada”. La Sinfonía de estudio es la “primera sinfonía cancelada” y recibió tras su muerte el número 00. Debería evitarse el término popular “cero”, sobre todo porque implica una cronología errónea.
La partitura autógrafa se conserva en la actualidad en el Oberösterreichisches Landesmuseum o Museo Estatal de Alta Austria en Linz bajo la denominación A-LImMusHS517 y se puede consultar en línea. Otra copia manuscrita con correcciones autógrafas se conserva en la Biblioteca Nacional de Austria bajo la denominación Mus.Hs.3189 y se puede consultar en línea.

### Descarte y recuperación póstuma

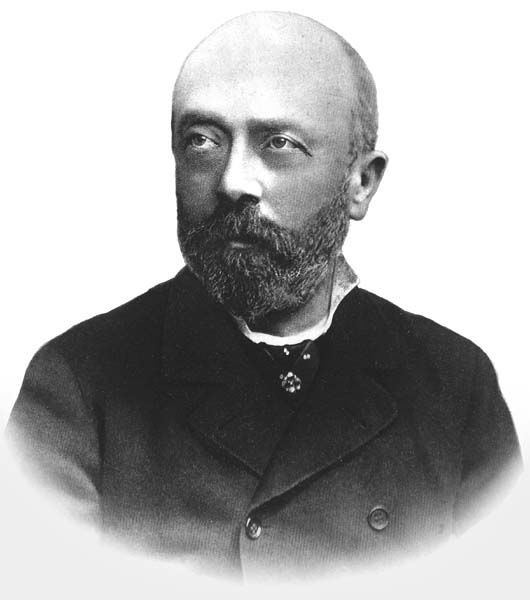
Felix Otto Dessoff iba a ser director del estreno.

Bruckner se volvió cada vez más hostil a su composición. Esta actitud probablemente fue provocada por la declaración de Felix Otto Dessoff, que era maestro de capilla de la Ópera de la Corte de Viena e iba a dirigir a la Filarmónica de Viena en el estreno. Bruckner le entregó la partitura para su revisión y el director al examinar el primer movimiento preguntó dónde estaba el tema principal. Esto fue todo lo que necesitó el sensible compositor para archivar la obra en 1871 hasta el penúltimo año de su vida.
En 1895 el maestro se dedicó a arreglar sus partituras para la posteridad. Aunque reacio a incluir la sinfonía en su canon oficial, dudó en descartarla por completo. Por ello acabó escribiendo en la portada de esta sinfonía la curiosa denominación por la que es famosa "Nullte" o "anulada", junto con los comentarios "sólo un intento", "completamente nula" y "cancelada". Además subrayó su descontento con la composición con un cero tachado.

### Estreno y publicación
El estreno de la obra completa se celebró el 12 de octubre de 1924, en el marco de los actos de celebración del centenario de Bruckner en Klosterneuburg, bajo la dirección de Franz Moissl. El mismo director ya había interpretado el Scherzo y el Finale de la sinfonía el 17 de mayo del mismo año. 
La primera edición fue llevada a cabo en 1924 por el editor Josef V. von Wöss con un cierto número de cambios. En 1968 Leopold Nowak publicó una nueva edición en su Edición crítica completa en la cual corrigió los cambios de Wöss.

## Instrumentación
La partitura está escrita para una orquesta formada por:
- Viento madera: 2 flautas, 2 oboes, 2 clarinetes, 2 fagotes.
- Viento metal: 4 trompas, 2 trompetas, 3 trombones.
- Percusión: timbales.
- Cuerda: una sección de cuerdas con violines I y II, violas, violonchelos y contrabajos.

## Estructura y análisis
La sinfonía consta de cuatro movimientos:
- I. Allegro, en re menor 4
4
- II. Andante, en si bemol mayor 4
4
- III. Scherzo. Presto, en re menor – Trio. Langsamer und ruhiger, en sol mayor 3
4
- IV. Finale. Moderato 12
8 – Allegro vivace, en re menor 4
4

La interpretación de esta obra dura aproximadamente 45 minutos. Esta pieza interesa más desde el punto de vista histórico que musical, ya que deja entrever los rasgos esenciales del estilo maduro de Bruckner en sus grandes sinfonías posteriores e indica una maestría incontestable del estilo romántico. Contiene embriones de la expresividad y armonía típicas del maestro; su genialidad y su potencial ya es evidente pero en menor proporción. Esta sinfonía es una especie de almacén temático para la creación de obras posteriores. Parece como si el compositor primero quisiera probar nuevas soluciones en aquí antes de desarrollarlas en una forma más completa en sinfonías posteriores. Se puede percibir la influencia de la “Zeroth” en la Sinfonía n.º 3 e incluso en la Sinfonía n.º 9. Ambas obras comparten la tonalidad de re menor. Si se atestigua que la "Zeroth", especialmente su segundo y cuarto movimiento, a menudo tiene un cierto aspecto inacabado, entonces no se debe subestimar su importancia para su desarrollo posterior como compositor sinfónico. Esta sinfonía es una obra digna en perspectiva, aceptada como parte del canon con las otras nueve. 

### I.Allegro
El primer movimiento, Allegro, está escrito en la tonalidad de re menor, en compás de 4/4 y responde a la forma sonata.
- La exposición consta de tres temas, lo cual es un recurso arquitectónico habitual en Bruckner desde la Sinfonía de estudio. 
  - Se abre con una especie de marcha en basso ostinato entonada por las cuerdas graves sobre la que los violines construyen una figura introductoria de semicorcheas. El escurridizo motivo inicial es tan inusual que es comprensible que Dessoff no pudiera identificarlo como un tema. Al igual que ocurre en otras sinfonías del maestro, parece la contrapartida de un tema, pero el tema principal nunca aparece. Es un comienzo sorprendente y peculiar para cualquiera que esté familiarizado con la música del compositor. Estas características muestran cómo la obra no carece de originalidad y cómo se basa en gran medida en la improvisación. Otro rasgo bruckneriano son las cadencias extendidas que interrumpen el movimiento, que también se pueden encontrar en sus sinfonías posteriores. La disposición armónica general es sorprendentemente similar a la apertura de la Sinfonía n.º 3, también en re menor.
  - El segundo tema, en la mayor, es lírico y de ritmo sincopado, lo cual es bastante raro en las creaciones de Bruckner. Su atmósfera es similar al de la Sinfonía n.º 7, el lirismo se contrapone a una marcha suavemente pisada. Lo inusual es la breve reaparición del tema inicial antes de llegar al tercer tema.
  - El tercer tema, en fa mayor, presenta la forma de himno típico bruckneriano. Se trata de un tema subordinado al segundo pero no tan relevante como lo será en obras sinfónicas posteriores.
- El desarrollo muestra la anticipación de la Sinfonía n.º 3, donde una transformación en torbellino del tema principal compite con una transformación coral de los demás temas.
- La recapitulación ya revela la tendencia del autor a abarcar esta sección evitando la reformulación literal.
- La coda brillante en su inicio emplea un motivo que se escuchará más tarde en la Sinfonía n.º 6 y en el Te Deum.

Primer tema:
Segundo tema:
Tercer tema:

### II.Andante
El segundo movimiento, Andante, está en si bemol mayor y en compás de 4/4. Se trata de un Andante en lugar del Adagio típico de Bruckner, aunque se desarrolla a un ritmo pausado. Estructuralmente presenta la forma de lied o canción, en que un tema similar a un himno se alterna con otro lírico más ligero. Termina pianissimo en las cuerdas. Lo más llamativo es la ausencia de un clímax en forma de torre, presente en todos los movimientos lentos de Bruckner a partir de la Sinfonía n.º 3. Es bastante clásico y se caracteriza por la concisión y delicadeza, así como por el abandono de los violines a la melodía.
Primer tema: 
Segundo tema:

### III.Scherzo. Presto – Trio. Langsamer und ruhiger
El tercer movimiento, Scherzo. Presto – Trio. Langsamer und ruhiger (Más lento y tranquilo), está en re menor que en el trío pasa a sol mayor y en compás de 3/4. La estructura responde a una forma ternaria A-B-A de scherzo con trío.
- Sección A: El Scherzo comienza en fortissimo con un tema cromáticamente ascendente que recuerda un poco al "cohete" de la Escuela de Mannheim. Posee una gran tensión nerviosa y un ritmo casi agresivo. Está lleno de la fuerza y el rigor típicos de Bruckner, donde se permite un poco de desarrollo. Muestra la influencia de los Scherzi sinfónicos de Schubert.
- Sección B: El trío, en sol mayor, es lento y tranquilo con cambios cromáticos de un modo algo diferente al estilo posterior de Bruckner. Recuerda a un Ländler calmado.
- Sección A: Finaliza con la vuelta da capo al Scherzo.
- Una coda breve en re mayor cierra el movimiento.

### IV.Finale. Moderato – Allegro vivace
El cuarto y último movimiento, Finale. Moderato – Allegro vivace, retoma la tonalidad inicial, el compás es 12/8 que en el Allegro pasa a 4/4 y responde a una forma sonata con introducción.
- La introducción, Moderato y en 12/8, es una lenta melodía de carácter lírico y melancólico con un acompañamiento palpitante de corcheas en las maderas. El maestro retoma la introducción lenta en su Sinfonía n.º 5. El comienzo del movimiento coincide estrechamente con el del Finale de la Sinfonía n.º 6.
- La exposición, Allegro vivace y en 4/4, consta de tres temas:
  - El primer tema se abre con una animada fanfarria en los metales que irrumpe en forte al unísono, de manera bastante similar a la apertura de la Sinfonía n.º 9 de Beethoven. Los grandes saltos interválicos, octava descendente y décima ascendente, son otro rasgo típico del compositor que ya había empleado en el movimiento inicial. Este tema es muy similar a los temas principales de los Finales de las Sinfonías n.º 4, 5 y 9. En los dos últimos casos hay incluso una fuerte presencia de elementos contrapuntísticos.
  - El segundo tema es rítmico con rápidos tresillos e inusual por ser mercurial, que es un estado de ánimo raro en cualquier Bruckner. Recuerda más el estilo del final del Cuarteto de cuerdas n.º 1 de Bruckner .
  - El tercer tema es cantabile, cuenta con el típico "gesangperiod". Se trata del tema principal ahora en modo mayor, dándole al movimiento características similares a las de un rondó. Una transición tranquila conduce de nuevo a la introducción, que vuelve a aparecer ligeramente modificada.
- El desarrollo comienza entonces repentina y violentamente con elaboraciones contrapuntísticas del tema principal. Muestra muchos recursos brucknerianos como unísonos insistentes, figuraciones de arrastre de las maderas y diversos tutti alternando con secciones más tranquilas. Existen paralelismos con el desarrollo del Finale del Quinteto de cuerdas de Bruckner.
- La recapitulación es también escueta. Está ligada al desarrollo, como lo demuestra el hecho de que aquí sólo el tema secundario aparece completo y luego es inmediatamente sometido a su propio desarrollo. El tema principal reaparece al final y, tras un breve y tranquilo interludio, finaliza la sinfonía en re mayor stretta. Un breve diminuendo da paso a la sección final.
- La coda es breve y enérgica. Todavía no es la deliberada e inexorable acumulación contra una tónica reverberante típica del compositor. Concluye con una progresión armónica, donde Bruckner crea un final vigoroso a través de una décima disminuida tomada de los acordes de sexta napolitana.

Introducción lenta:
Primer tema:
Segundo tema:

## Discografía selecta
La primera grabación de la sinfonía fue realizada en 1933 por Fritz Zaun con la Orquesta de la Ópera Estatal de Berlín. Incluía sólo el scherzo, en la edición de Wöss. La primera grabación comercial de la sinfonía completa fue la de Henk Spruit con la Concert Hall Symphony Orchestra en 1952. Las interpretaciones y grabaciones de las Sinfonías "completas" de Bruckner a menudo excluyen esta Sinfonía "anulada", con la excepción más notable de las completas de Riccardo Chailly, Eliahu Inbal, Bernard Haitink, Georg Tintner, Simone Young, Gennady Rozhdestvensky, Stanislaw Skrowaczewski y las de la Orquesta Sinfónica de Chicago con los directores Daniel Barenboim y Georg Solti.
Edición de Wöss
- 1952 – Henk Spruit, Orquesta Sinfónica del Concert Hall (LP CHS 1142), descatalogada, transferida a CD: Klassic Haus CD GSC 010.
- 1960 – Ferdinand Leitner, Orquesta Sinfónica de la Radio de Baviera (Orfeo CD 269921; en vivo).
- 1966 – Bernard Haitink, Orquesta Real del Concertgebouw (Philips PHS900-131; reeditado en la caja de CD Philips 442 040-2).

Edición de Nowak
- 1975 – Hortense von Gelmini, Orquesta Sinfónica de Núremberg (Colosseum LP SM 558), descatalogada, transferida a CD junto con la grabación histórica de la Windhaager Messe de Wolfgang Riedelbauch: Klassic Haus KHCD 2012-007.
- 1979 – Daniel Barenboim, Orquesta Sinfónica de Chicago (Deutsche Grammophon DG CD 159327).
- 1996 – Georg Tintner, Orquesta Sinfónica Nacional RTÉ (Naxos CD 8.554215/6).
- 1999 – Stanisław Skrowaczewski, Orquesta Sinfónica de la Radio de Saarbrücken (Arte Nova CD 74321-75510).
- 2005 – Tatsuya Shimono, Orquesta Filarmónica de Osaka (Avex Classics SACD AVCL-25099) grabación en vivo el 17-18 de noviembre de 2005 en el Symphony Hall de Osaka.
- 2015 – Gerd Schaller, Philharmonie Festiva (Profil CD PH 15035) grabación en vivo el 8 de marzo de 2015 en el Festival de Música de Verano de Ebrach.